# Yusuke Minagawa
Yusuke Minagawa (皆川 佑介 Minagawa Yūsuke?), född 9 oktober 1991, är en japansk fotbollsspelare som spelar för Roasso Kumamoto.
Minagawa debuterade för Japans landslag den 5 september 2014 i en 2–0-förlust mot Uruguay.